# Dbm
dbm (Database Manager)はデータベースの分類の一つであり、データベース管理システム（関係データベースなど）より単純な構造をしている。
ファイル上にキーと値のペアをハッシュを使って高速にアクセスできるように配置したもの、またはそれを管理するシステムである。ほとんどのものはトランザクション機能がない。

## 実装
- dbm - 伝統的な最初の dbm
- gdbm - GNU dbm
- QDBM - 平林幹雄
- MDBM - Yahoo! inc. によるオープンソース化されたdbm実装
- ndbm
- SDBM
- JDBM
- Berkeley DB
- cdb - 書き換えはできないが検索が高速なdbm準互換ライブラリ